# Бруски (Московская область)
Бруски́ — деревня в муниципальном округе Егорьевск Московской области России. 

## География
Деревня Бруски расположена в северо-восточной части муниципального округа Егорьевск, примерно в 9 километрах к северо-востоку от города Егорьевск. По восточной окраине деревни протекает река Цна. Высота над уровнем моря 129 метров.

## Название
До начала XIX века деревня называлась Булыгинская, вероятно, по имени одного из жителей деревни. С 1811 года употребляется название Бруски. Происхождение топонима не ясно, однако местные предания связывают происхождение названия с изготовлением жителями из сухих деревянных брусков деталей ткацких станков.

## История
До отмены крепостного права в России жители деревни относились к разряду государственных крестьян. После 1861 года деревня вошла в состав Поминовской волости Егорьевского уезда. Приход находился в селе Ново-Егорьевское.
В 1926 году деревня входила в Саввиновский сельсовет Поминовской волости Егорьевского уезда.
До 1994 года Бруски входили в состав Саввинского сельсовета Егорьевского района, а в 1994—2006 годы — Саввинского сельского округа.
До 2015 года входила в состав сельского поселения Саввинское.
В 2015 году вошла в состав городского округа Егорьевск, образованного в том же году путем упразднения Егорьевского района и объединения всех его поселений в единый городской округ.

## Демография
В 1885 году в деревне проживало 124 человека, в 1905 году — 164 человека (72 мужчины, 92 женщины), в 1926 году — 123 человека (51 мужчина, 72 женщины). По переписи 2002 года — 64 человека (29 мужчин, 35 женщин). Население — 72 человек (2010).
| 1859 | 1868 | 1885 | 1905 | 1926 | 2002 | 2006 |
| ---- | ---- | ---- | ---- | ---- | ---- | ---- |
| 94   | ↘86  | ↗124 | ↗164 | ↘123 | ↘64  | →64  |
| 2010 |      |      |      |      |      |      |
| ↗72  |      |      |      |      |      |      |